# Kibara macrophylla
Kibara macrophylla là một loài thực vật có hoa trong họ Monimiaceae. Loài này được (A. Cunn.) Benth. miêu tả khoa học đầu tiên năm 1870.